# Гужова повинність
Гужова повинність (гужовий відбуток) — форма обов'язкової участі населення у перевезенні державних або панських вантажів із залученням робочої худоби та перевізних засобів окремих громадян (гужем називалася петля на хомуті, що кріпилася до голоблі воза; при запряганні худоби в неї вставлявся кінець дуги; звідси і назва повинності — гужова).

## Історія
Під час перебування України в складі Російській імперії гужова повинність разом панщиною була однією з феодальних повинностей. В той час основною робочою худобою в селянських господарствах були воли, меншою мірою — коні. Разом із робочою худобою для транспортування провіанту, фуражу, військового спорядження, різних вантажів тощо необхідно було надавати підводи.
Гужова повинність існувала для селян у Галичині, яка знаходилась в складі Австрійської держави. В 1848 р. після кількарічних селянських повстань віденський уряд скасував гужову повинність, зменшив, але не ліквідував панщину.
Стаття 71 Основних державних законів Російської імперії крім обов'язку сплачувати податки і мито передбачала також виконання підданими імперії певних повинностей. Одна з таких повинностей (гужова) у період першої світової війни була встановлена законом від 3 лютого 1916 p., який називався: «Про залучення населення до гужових перевезень продовольчих вантажів і палива».
Згідно із Законом, Голові Особливої наради з перевезення палива, продовольчих і військових вантажів надавалося право вимагати від населення у разі необхідності виконання гужових перевезень, а також робіт, пов'язаних з навантаженням при цих перевезеннях палива, що призначалося для державних і громадських потреб. У разі відмови засоби перевезення підлягали секвестру. Закон від 3 лютого 1916 р. наділяв правом установлення гужової повинності Голову Особливої наради з продовольчих справ. У травні 1916 р. Міністром землеробства була прийнята постанова «Про умови і порядок застосування закону від 3 лютого 1916 р. про примусові гужові перевезення продовольчих вантажів», у якій роз'яснювалися і конкретизувалися основні положення названого закону. В постанові зазначалося, що для здійснення перевезень могло залучатися населення, яке фактично мало відповідні засоби перевезення і робочі руки.
Гужова повинність існувала в СРСР, у тому числі на території України, від листопада 1919 разом з трудовою повинністю (вживалося навіть спільне словоскорочення: трудгужповинність). Була запроваджена постановою «Про натуральну трудову та гужову повинність» Ради оборони РРФСР (прийнятою на підставі декрету Раднаркому РРФСР від 19.12.1919), що діяла і в Україні.
До гужової повинності залучалися усі громадянини, які володіли кіньми, іншою упряжною худобою та перевізними засобами. Повинність охоплювала передусім роботи, пов'язані з підвезенням паливних, продовольчих та інших вантажів до міст, залізниць, пристаней, портів та інших приймальних пунктів. Ці роботи оплачувались населенню за ставками, затвердженими губвиконкомами.
У період польових робіт встановлювалися спеціальні умови та розміри залучення селян до трудгужвідбутку (постанова «Про порядок залучення селянства до труд- і гужповинності у період польових робіт» РНК УСРР від 10.06.1921). Декретом РНК «Про проведення періодичних трудгужових повинностей на основі трудгужового податку» (16.12.1921; набув чинності з 01.01.1922) замість трудгужповинності було встановлено трудгужовий податок. Розміри та норми його чітко визначалися у межах кожної категорії робіт — заготівля палива, вивезення палива, продовольства, адміністративні потреби тощо, залежно від місцевих господарчих умов. Оподаткуванню підлягало працездатне населення (чоловіки від 18 до 50 років, жінки від 18 до 40) та належна йому робоча худоба з гужовим транспортом та інвентарем. Не землеробські категорії населення обкладалися трудгужовим податком на підставі окремої інструкції. Його розмір на всій території УСРР становив 8 трудоднів на рік. Робота, що виконувалась у порядку трудгужподатку, не оплачувалася (за винятком місцевостей, що постраждали від недороду, де оплата здійснювалася на основі окремих постанов місцевих губернських економичних нарад). Громадянини, що ухилялися від виконання трудгужподатку чи сприяли такому ухиленню, підлягали адміністративній або судовій відповідальності.
Тоді ж Раднарком прийняв і постанову «Про заміну одних видів податків іншими», якою не допускалося замінювати встановлені продовольчі, фуражні, сировинні, а також грошові податки трудгужовими. Декретом ВУЦВК «Про єдиний сільськогосподарський податок» (19.05.1923) трудгужовий податок разом із продовольчим, подвірно-грошовим, загальногромадянським (стосовно сільського населення) і деякими місцевими податками та зборами були об'єднані у єдиний сільськогосподарський податок.

## Цікаві факти
- Лише 21 жовтня 1988 р. Центральний Комітет Компартії України і Рада Міністрів Української РСР Постановою № 330 визнали такою, що втратила чинність Постанову Раднаркому УРСР і ЦК КП(б)У від 20 січня 1941 р. N 42 «Про встановлення платної трудової та гужової повинності на лісорозробках Наркомліспрому УРСР з 23 січня до 15 березня 1941 року».